# Walking Away (Craig David)
Walking Away è un singolo del cantante britannico Craig David, pubblicato il 31 ottobre 2000 come terzo estratto dal primo album in studio Born to Do It.

## Descrizione
Nel brano il cantante fa uso dell'Auto-Tune e racconta l'abbandono della fidanzata, che non aveva fiducia in lui. Si può interpretare anche come il sentirsi fuori posto e a disagio in una situazione più generica, e quindi preferire andare via. Musicalmente molti hanno notato una fortissima somiglianza della progressione di accordi di Walking Away con quella di "One" degli U2.

## Successo commerciale
Il brano ha raggiunto la posizione numero 1 in Nuova Zelanda dove è diventato il singolo più venduto del 2001.

## Video musicale
Il videoclip mostra Craig David con la sua fidanzata all'interno di un'automobile, mentre lei sembra piuttosto alterata e urla contro di lui. Lui accende la radio e la canzone parte. Poi il cantante scende dall'auto ed intorno a lui lo scenario cambia continuamente, mentre lui continua a muoversi.

## Versione 2008
Nel 2008 Craig David ha reinterpretato il brano in versione duetto includendolo nel suo primo Greatest Hits, avvalendosi della collaborazione di quattro differenti artisti europei: Lynnsha (Francia), Nek (Italia), Álex Ubago (Spagna) e Monrose (Germania).
In Italia a dicembre 2008 la versione interpretata insieme a Nek raggiunge la quattordicesima posizione della classifica ufficiale FIMI.